# Maria Magdalene (film fra 1919)
 For alternative betydninger, se Maria Magdalene (flertydig).
Maria Magdalene er en italiensk stumfilm fra 1919 af Carmine Gallone og Godofredo Mateldi.

## Medvirkende
- Diana Karenne som Maria Magdala
- Alberto Pasquali som Gesù
- Pépa Bonafé som Salomè
- Luigi Rossi som Erode
- Elisa Severi som Erodiade